# Rhipidoglossum globulosocalcaratum
Rhipidoglossum globulosocalcaratum är en orkidéart som först beskrevs av De Wild., och fick sitt nu gällande namn av Victor Samuel Summerhayes. Rhipidoglossum globulosocalcaratum ingår i släktet Rhipidoglossum och familjen orkidéer. Inga underarter finns listade i Catalogue of Life.